# HD 28454
HD 28454，又名CD-47 1383，SAO 216809、HR 1418，是一颗恒星，视星等为6.1，位于銀經253.17，銀緯-43.71，其B1900.0坐标为赤經4h 24m 9.6s，赤緯-47° -43.71′ 46″。